# Haqqulobod
Haqqulobod ist eine Stadt in der usbekischen Viloyat Namangan im Ferghanatal und Hauptort des Bezirks Norin.
Die Stadt liegt etwa 80 km südöstlich der Viloyathauptstadt Namangan an der Ostgrenze der Viloyat Namangan. Haqqulobod hat einen Bahnhof der Bahnstrecke Uchqoʻrgʻon–Andijon der Usbekischen Eisenbahnen (Oʻzbekiston Temir Yoʻllari).
Im Jahr 1974 erhielt Haqqulobod den Status einer Stadt. Gemäß der Bevölkerungszählung 1989 hatte die Stadt 19.926 Einwohner, einer Berechnung für 2010 zufolge betrug die Einwohnerzahl 28.344.